# حد أدنى لسن الزواج

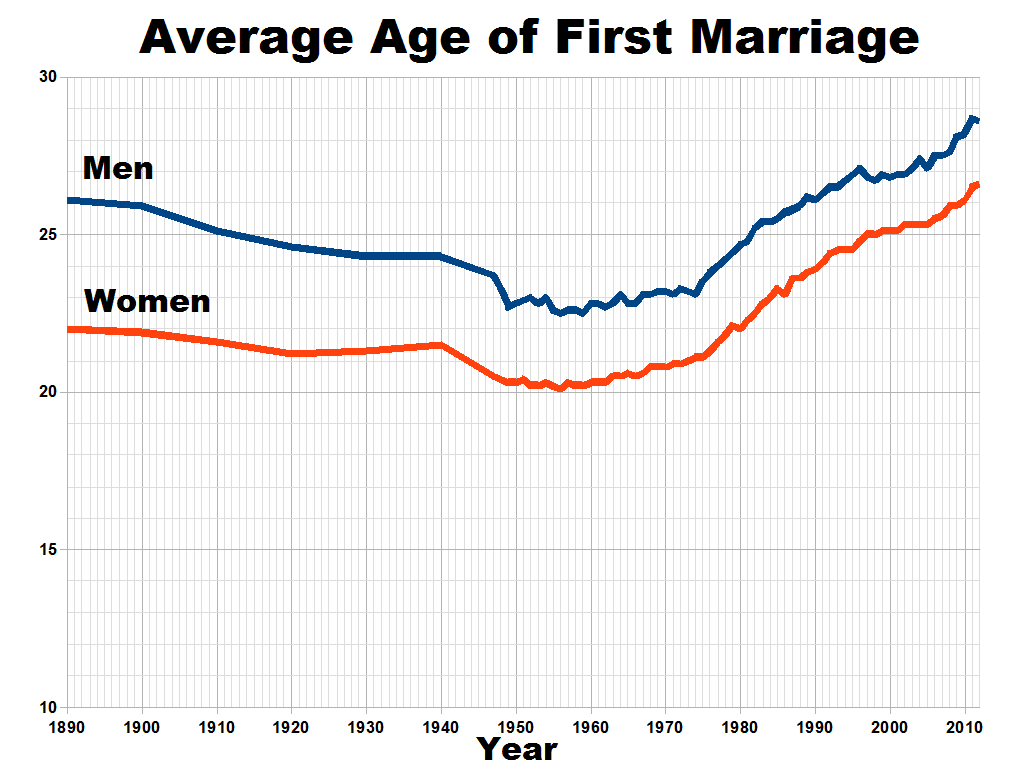
معدل سن الزواج الأول عند الرجل وعند المرأة

الحد الأدنى لسن الزواج هو العمر الذي يجب أن يبلغه، حسب معايير قانونية أو دينية، كل من طرفي الزواج لكي يكون الزواج شرعياً. مع أن تختلف السن الأدنى والشروط المطلوبة من بلد إلى آخر، عادة يكون 18 عاماً. يجب التفريق بين سن الزواج وسن الرشد وسن الرضا ومعدل سن الزواج في المجتمعات المختلفة.
إتفاقية الرضا بالزواج، والحد الأدنى لسن الزواج تتطلب تحديد حد أدنى لسن الزواج، وأن يكون هذا بعد سن البلوغ على الأقل، في الدول التي وافقت عليها. أما الدول الأطراف في هذه الإتفاقية أو التي تبنتها لاحقا فهي التالية:
| الدولة                   | الحد الأدنى للزواج                                                                    |
| ------------------------ | ------------------------------------------------------------------------------------- |
| أنتيغوا وباربودا         | 18 عاماً للجنسين                                                                       |
| الأرجنتين                | 16 عاماً للإناث و18 عاماً للذكور                                                        |
| النمسا                   | 16 عاماً للجنسين                                                                       |
| الكويت                   | 18 عاماً للجنسين                                                                       |
| أذربيجان                 | 17 عاماً للإناث و18 عاماً للذكور                                                        |
| بنغلاديش                 | 18 عاماً للإناث و21 عاماً للذكور                                                        |
| باربادوس                 | 16 عاماً للجنسين                                                                       |
| بنين                     | 15 عاماً للإناث و18 عاماً للذكور                                                        |
| البوسنة والهرسك          | 18 عاماً للجنسين                                                                       |
| البرازيل                 | 21 عاماً للجنسين                                                                       |
| بوركينا فاسو             | 17 عاماً للإناث و20 عاماً للذكور                                                        |
| تشيلي                    | 18 عاماً للجنسين                                                                       |
| جمهورية التشيك           | 18 عاماً للجنسين                                                                       |
| كوت ديفوار               | 18 عاماً للإناث و21 للذكور                                                             |
| كرواتيا                  | 18 عاماً للجنسين                                                                       |
| كوبا                     | 18 عاماً للجنسين                                                                       |
| قطر                      | 16 عاماً للإناث و18 عاماً للذكور                                                        |
| قبرص                     | 18 عاماً للجنسين                                                                       |
| الدنمارك                 | 18 عاماً للجنسين                                                                       |
| جمهورية الدومينيكان      | 18 عاماً للجنسين                                                                       |
| فيجي                     | 21 عاماً للجنسين                                                                       |
| فنلندا                   | 21 عاماً للجنسين                                                                       |
| فرنسا                    | 21 عاماً للجنسين                                                                       |
| اليونان                  | 18 عاماً للجنسين                                                                       |
| ألمانيا                  | 18 عاماً للجنسين                                                                       |
| المملكة العربية السعودية | 18 عاماً للجنسين                                                                       |
| غواتيمالا                | 18 عاماً للجنسين                                                                       |
| غينيا                    | 17 عاماً للإناث و18 عاماً للذكور                                                        |
| المجر                    | 18 عاماً للجنسين                                                                       |
| آيسلندا                  | 18 عاماً للجنسين                                                                       |
| إسرائيل                  | 17 عاماً للجنسين                                                                       |
| إيطاليا                  | 18 عاماً للجنسين                                                                       |
| الأردن                   | 18 عاماً للجنسين                                                                       |
| قيرغيزستان               | لا يوجد حد أدنى، و40% من النساء يُزوّجن فيما بين ال10 وال13 من العمر.                   |
| ليبيريا                  | 18 عاماً للإناث و21 للذكور                                                             |
| ليبيا                    | 20 عاماً للجنسين                                                                       |
| مالي                     | 15 عاماً للإناث و18 للذكور                                                             |
| المكسيك                  | يتراوح بين 14 عاماً و16 عاماً للإناث و16 عاماً و18 عاماً للذكور اعتمادا على قانون الولاية |
| منغوليا                  | 18 عاماً للجنسين                                                                       |
| الجبل الأسود             | 18 عاماً للجنسين                                                                       |
| هولندا                   | 18 عاماً للجنسين                                                                       |
| نيوزيلندا                | 20 عاماً للجنسين                                                                       |
| النيجر                   | 15 عاماً للإناث و18 للذكور                                                             |
| النرويج                  | 18 عاماً للجنسين                                                                       |
| الفلبين                  | 18 عاماً للجنسين                                                                       |
| بولندا                   | 18 عاماً للإناث و21 عاماً للذكور                                                        |
| رومانيا                  | 16 عاماً للإناث و18 عاماً للذكور                                                        |
| رواندا                   | 21 عاماً للجنسين                                                                       |
| ساموا                    | 19 للإناث و21 للذكور                                                                  |
| صربيا                    | 18 عاماً للجنسين                                                                       |
| سلوفاكيا                 | 18 عاماً للجنسين                                                                       |
| جنوب أفريقيا             | 18 عاماً للجنسين                                                                       |
| إسبانيا                  | 16 سنه                                                                                |
| سريلانكا                 | 18 عاماً للجنسين                                                                       |
| سانت فينسنت والغرينادين  | 15 عاماً للإناث و16 عاماً للذكور                                                        |
| السويد                   | 18 عاماً للجنسين                                                                       |
| ترينيداد وتوباغو         | 18 عاماً للجنسين                                                                       |
| تونس                     | 18 عاما للاناث و20 عاماً للذكور                                                        |
| المملكة المتحدة          | 16 عاماً للإناث و18 عاماً للذكور و16 عاما للذكور                                        |
| الولايات المتحدة         | يتراوح بين 18 و19 عاماً للإناث و18 و21 للذكور اعتمادا على الولاية                      |
| فنزويلا                  | 14 للإناث و16 للذكور                                                                  |
| اليمن                    | 15 عاما للذكور وغير محدد للإناث                                                       |
| زيمبابوي                 | 18 عاماً للجنسين                                                                       |

## حسب الدين

### الإسلام
لم يحد الشرع سنا معينة للنكاح (الزواج)، سواء في ذلك الزوج أو الزوجة
قال ابن قدامة في «الشرح الكبير» (7/386):
«فأما الإناث: فللأب تزويج ابنته البكر الصغيرة التي لم تبلغ تسع سنين بغير خلاف إذا وضعها في كفاءة. قال ابن المنذر: أجمع كل من نحفظ عنه من أهل العلم أن نكاح الأب ابنته الصغيرة جائز إذا زوجها من كفء، يجوز له ذلك مع كراهتها وامتناعها» انتهى.
قال شيخ الإسلام ابن تيمية في «مجموع الفتاوى» (32/39):
«المرأة لا ينبغي لأحد أن يزوجها إلا بإذنها كما أمر النبي صلى الله عليه وسلم، فإن كرهت ذلك: لم تُجبر على النكاح، إلا الصغيرة البكر، فإن أباها يزوجها، ولا إذن لها» انتهى.
لكن الزوج لا يدخل بزوجته الصغيرة إلا إذا كانت تطيق الجماع، وتختلف هذه المسألة باختلاف البيئات، والأمكنة، والأزمنة.

يتزامن «سن الزواج» مع البلوغ. لا يوجد في الشريعة الإسلامية سن أدني للزواج لأنه لا يوجد حد أدنى لسن البلوغ. في الإسلام، لا يوجد سن محدد للزواج، الشرط هو النضج الجسدي والنضج العقلي. وبالتالي فإن العمر متغير لكل فرد ويمكن أن يكون أيضًا متغيرًا في ثقافات مختلفة وأوقات مختلفة.